# Konancewo (obwód wołogodzki)
Konancewo (ros. Конанцево) – wieś w Rosji, w rejonie charowskim obwodu wołogodzkiego. W 2010 r. liczyła 64 mieszkańców.